# George Van Biesbroeck
| Odkryte planetoidy: 16 | Odkryte planetoidy: 16 |
| ---------------------- | ---------------------- |
| (990) Yerkes           | 23 listopada 1922      |
| (993) Moultona         | 12 stycznia 1923       |
| (1024) Hale            | 2 grudnia 1923         |
| (1027) Aesculapia      | 11 listopada 1923      |
| (1033) Simona          | 4 września 1924        |
| (1045) Michela         | 19 listopada 1924      |
| (1046) Edwin           | 1 grudnia 1924         |
| (1079) Mimosa          | 14 stycznia 1927       |
| (1270) Datura          | 17 grudnia 1930        |
| (1312) Vassar          | 27 lipca 1933          |
| (1464) Armisticia      | 11 listopada 1939      |
| (2253) Espinette       | 30 lipca 1932          |
| (2463) Sterpin         | 10 marca 1934          |
| (3211) Louispharailda  | 10 lutego 1931         |
| (3378) Susanvictoria   | 25 listopada 1922      |
| (3641) Williams Bay    | 24 listopada 1922      |

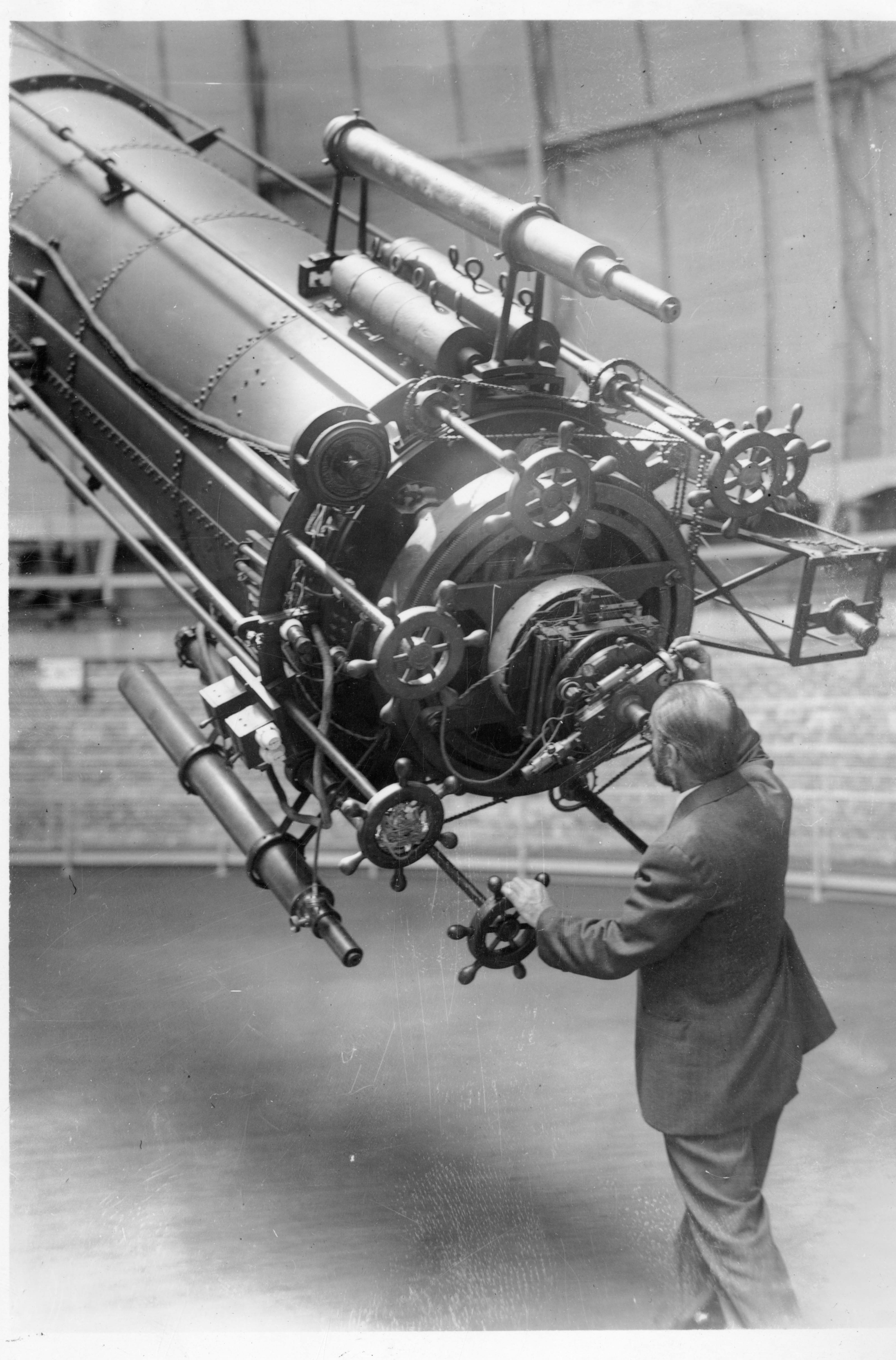
George Van Biesbroeck przy teleskopie w Obserwatorium Yerkes

George-Achille Van Biesbroeck (ur. 21 stycznia 1880 w Gandawie, zm. 23 lutego 1974) – amerykański astronom pochodzenia belgijskiego.

## Życiorys
Z wykształcenia był inżynierem budownictwa, ale w 1904 roku porzucił dotychczasowe zajęcie i podjął pracę w Belgijskim Obserwatorium Królewskim w Ukkel.
W 1915, w czasie I wojny światowej otrzymał zaproszenie do Obserwatorium Yerkes. Zabrał ze sobą rodzinę i osiedlił się w Stanach Zjednoczonych na stałe. Prowadził badania nad kometami, planetoidami, gwiazdami podwójnymi i gwiazdami zmiennymi. Odkrył 16 planetoid, kometę okresową 53P/Van Biesbroeck oraz komety: C/1925 W1 i C/1935 Q1.
W 1957 roku został uhonorowany Medalem Jamesa Craiga Watsona.
Jego imieniem nazwano planetoidę (1781) Van Biesbroeck oraz krater Van Biesbroeck na Księżycu. Także czerwonego karła Wolf 1055 B, odkrytego przez astronoma w 1940 r., nazywa się na jego cześć gwiazdą Van Biesbroecka.